# Boarmia cineracea
Boarmia cineracea là một loài bướm đêm trong họ Geometridae.